# Thomas Martin Buck
Thomas Martin Buck (* 1961 in Ravensburg) ist ein deutscher Historiker.
Nach einem Studium der Fächer Deutsch, Geschichte und Philosophie an der Universität Freiburg legte er 1991/1992 sein erstes Staatsexamen ab, dem 1996 die Promotion und 2001, gefördert mit einem Stipendium der Deutschen Forschungsgemeinschaft, die Habilitation folgten. Von 1993 bis 1999 war er wissenschaftlicher Angestellter am Lehrstuhl von Hubert Mordek. Von 2003 bis 2006 war er Gymnasiallehrer in St. Georgen im Schwarzwald. Seit 2006 bekleidet er die Professur für Geschichte und ihre Didaktik an der Pädagogischen Hochschule Freiburg.
Thomas Martin Buck ist Mitglied im Netzwerk Wissenschaftsfreiheit.

## Schriften (Auswahl)
- (Hrsg.) Chronik des Konstanzer Konzils 1414–1418 von Ulrich Richental. Historisch-kritische Edition. 3 Bde. (= Konstanzer Geschichts- und Rechtsquellen, Bd. 49,1), Ostfildern 2020.
- Ulrich Richental. Die Chronik des Konzils von Konstanz (= Monumenta Germaniae Historica. Digitale Editionen, Bd. 1), München 2019 (Digitalisat).
- (Hrsg. mit Karl-Heinz Braun) „Über die ganze Erde erging der Name von Konstanz“. Rahmenbedingungen und Rezeption des Konstanzer Konzils (= Veröffentlichungen der Kommission für geschichtliche Landeskunde in Baden-Württemberg. Reihe B: Forschungen, Bd. 212), Stuttgart 2017.
- (mit Herbert Kraume) Das Konstanzer Konzil. Kirchenpolitik – Weltgeschehen – Alltagsleben. Ostfildern 2013.
- (mit Nicola Brauch) Das Mittelalter zwischen Vorstellung und Wirklichkeit. Probleme, Perspektiven und Anstöße für die Unterrichtspraxis, Münster/ New York/ München/ Berlin 2011.
- (Hrsg.) Chronik des Konstanzer Konzils 1414–1418 von Ulrich Richental (= Konstanzer Geschichts- und Rechtsquellen, Bd. 41), Ostfildern 2010. 2., leicht veränderte Auflage, Ostfildern 2011; 3., leicht veränderte Auflage, Ostfildern 2013; 4. Auflage, Ostfildern 2014.
- Mittelalter und Moderne. Plädoyer für eine qualitative Erneuerung des Mittelalter-Unterrichts an der Schule (= Forum Historisches Lernen), Schwalbach/Ts. 2008.
- (Hrsg. mit Julia Herrmann, Petra Wienands und Gernot Waha) Quellen, Kritik, Interpretation. Festgabe zum 60. Geburtstag von Hubert Mordek. Frankfurt a. M. 1999.
- Admonitio und Praedicatio. Zur religiös-pastoralen Dimension von Kapitularien und kapitulariennahen Texten (= Freiburger Beiträge zur mittelalterlichen Geschichte, Bd. 9), Frankfurt a. M. u. a. 1997 (zugleich Dissertation).